# Cantonul Gennes
Cantonul Gennes este un canton din arondismentul Saumur, departamentul Maine-et-Loire, regiunea Pays de la Loire, Franța.

## Comune
- Ambillou-Château
- Chemellier
- Chênehutte-Trèves-Cunault
- Coutures
- Gennes (reședință)
- Grézillé
- Louerre
- Noyant-la-Plaine
- Saint-Georges-des-Sept-Voies
- Le Thoureil